# Comuna Mala Vulîha, Tîvriv
Mala Vulîha (în ucraineană Мала Вулига) este o comună în raionul Tîvriv, regiunea Vinnița, Ucraina, formată din satele Mala Vulîha (reședința), Pidlisivka, Polova Slobidka și Rohizna.

## Demografie
Componența lingvistică a satului Mala Vulîha
     Ucraineană (97,24%)
     Română (1,9%)
     Alte limbi (0,86%)
Conform recensământului din 2001, majoritatea populației satului Mala Vulîha era vorbitoare de ucraineană (97,24%), existând în minoritate și vorbitori de română (1,9%).